# Ракитянский, Павел Дмитриевич
Павел Дмитриевич Ракитянский (1928—1992) — советский спортсмен-пятиборец, Мастер спорта СССР (1954), Чемпион СССР по современному пятиборью (1952) в личном первенстве. Участник Олимпийских игр 1952 года и чемпионата мира 1954 года в составе сборной СССР по современному пятиборью. Первый чемпион СССР по многоборью ГТО в личном первенстве (1950). Выступал за Вооружённые Силы, майор в отставке.

## Биография
Павел Дмитриевич Ракитянский родился в Краснодаре. Жил неподалёку от Кооперативного рынка. Мальчик с детства увлекался спортом: лёгкой атлетикой, волейболом, баскетболом. Одним из главных его увлечений была спортивная гимнастика. Павел Ракитянский поступил в университет имени Лесгафта.
Вернувшись в Краснодар, Ракитянский выступал за сборную Краснодарского края в которой состояли: Михаил Жадкевич, Виталий Сорокин, Иван Голубев, Эдуард Гирник, Алик Денисенко, Гарий Барабанов и Вадим Баранов. Благодаря победе сборной на турнире «Матчевая встреча десяти городов России» Ракитянский попал в сборную СССР на Олимпийские игры 1952 года как один из лучших многоборцев ГТО.
В Хельсинки отправили сборную из четырёх человек — Новиков, Ракитянский, Дехаев, Сальников (запасной). Каждому члену сборной выдали офицерскую форму с лейтенантскими погонами. Команда заняла 5-е место.
Перед выездом на летние Олимпийские игры 1956 года получил несколько травм, не позволивших продолжить ему карьеру пятиборца. Позднее работал в районном комитете Магаданской области, затем инструктором в «Динамо».
Ракитянский умер в Краснодаре в 1992 году.

## Достижения
- Чемпион СССР (1950) и серебряный призёр чемпионата СССР (1951) по многоборью ГТО в личном первенстве.
- Чемпион СССР по современному пятиборью (1954) в личном первенстве и (1955) в команде.
- Участник Олимпийских игр (1952), 5 место в команде.
- Серебряный призёр чемпионата мира (1955) в командном первенстве.
- Бронзовый призёр Кубка СССР по фехтованию на шпагах (1958).
- Участник чемпионата мира по фехтованию (1958), 5-е место в команде.

## Олимпийские игры
- На Олимпийских играх 1952 года в Хельсинки в составе команды СССР занял 5-е место в командных соревнованиях. В личном первенстве занял 23-е место.
- Итоговые результаты.

| Место | Спортсмен               | Возраст | Конкур | Фехтование | Стрельба | Плавание | Кросс   | Сумма |
| 23    | Ракитянский Павел (URS) | 24 года | 97     | 21         | 19/173   | 5.04,6   | 15.15,4 | 123   |

- Результаты по видам пятиборья.

 Верховая езда.
| Место | Спортсмен               | Время    | очки |
| ----- | ----------------------- | -------- | ---- |
| 19.   | Ракитянский Павел (URS) | 10.13,25 | 97   |

 Фехтование.
| Место | Спортсмен               | Очки |
| ----- | ----------------------- | ---- |
| 28.   | Ракитянский Павел (URS) | 22   |

 Стрельба.
| Место | Спортсмен               | Результат | Очки |
| ----- | ----------------------- | --------- | ---- |
| 34.   | Ракитянский Павел (URS) | 173       | 19   |

 Плавание.
| Место | Спортсмен               | Результат |
| ----- | ----------------------- | --------- |
| 29.   | Ракитянский Павел (URS) | 5.04,6    |

 Кросс.
| Место | Спортсмен               | Результат |
| ----- | ----------------------- | --------- |
| 15.   | Ракитянский Павел (URS) | 15.15,4   |